# Birgit Bender
Ruth Birgit Hildegard Bender (tidigare Arfwidsson-Bäck), född Arfwidsson 15 april 1942 i Kalmar, är en svensk arkivarie. Hon är dotter till Henry Arfwidsson.
Arfwidsson blev vid Lunds universitet filosofie kandidat 1963 och filosofie licentiat 1967. Hon blev amanuens vid landsarkivet i Visby 1963, arkivarie där 1971, förste arkivarie vid landsarkivet i Vadstena 1977 och var stadsarkivarie och chef för Malmö stadsarkiv 1984–2000.
Hon var styrelseledamot i Växjö stiftshistoriska sällskap 1979–86, ordförande i Föreningen för arkivanställda i landsting och kommun 1986–92, i Section of Municipal Archives 1986–92, i Malmö fornminnesförening 1986–2001, i Skånes arkivförbund 1993–2002 och i Riksarkivets nämnd för enskilda arkiv 1997–2002. Hon hade Unesco-uppdrag i Zambia 1987.
Hon var 1965–96 gift med arkivarie Torsten Bäck och sedan 1998 med stadsarkivarie Henning Bender. Hon är bosatt i Snogebæk på Bornholm i Danmark.